# Ночера Теринезе
Ночѐра Теринѐзе (на италиански: Nocera Terinese) е малко градче и община в Южна Италия, провинция Катандзаро, регион Калабрия. Разположено е на 240 m надморска височина. Населението на общината е 4685 души (към 2012 г.).